# Riverdale Park (Maryland)
Riverdale Park, aussi connu sous le nom de Riverdale, est une petite ville semi-urbaine du comté de Prince George, dans le Maryland, aux États-Unis. Elle se trouve dans la banlieue de la capitale fédérale, Washington.

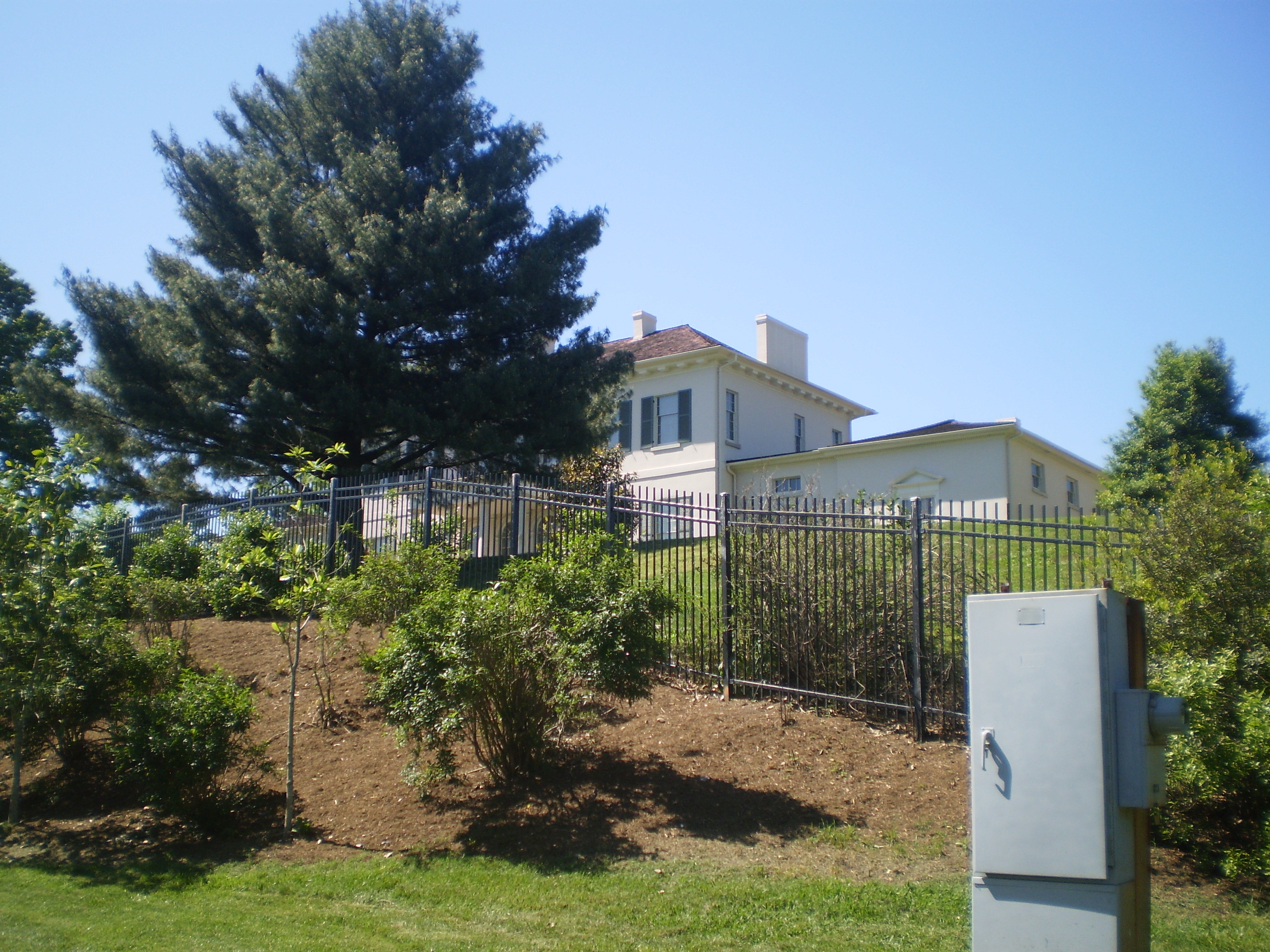
Riverdale House Museum, présente la vie dans la ville historique de Riverdale, dans le Maryland.